# Ian Rankin
Ian Rankin, född 28 april 1960 i Cardenden, Fife, är en skotsk kriminalförfattare.
Rankin gjorde litterär debut 1987. Hans huvudperson var länge kriminalinspektören Inspector Rebus; denne pensionerades emellertid i Rebus sista fall (2008), (men han fortsatte efter pensioneringen). Rankins böcker utspelar sig huvudsakligen i Edinburgh.